# Пинчук, Василий Андреевич (футболист)
Васи́лий Андре́евич Пинчу́к (род. 8 декабря 1994, Санкт-Петербург, Россия) — российский футболист, защитник.

## Карьера
Воспитанник петербургских «Локомотива» и «Зенита». В 2013—2014 годах играл за молодёжный состав «Кубани», а также провёл один матч 31 октября 2013 года в Кубке против рязанской «Звезды» (2:2; по пен. 2:4). В 2014 году пополнил ряды «Динамо» из Санкт-Петербурга. В 2015 году выступал за «Томь-2». 2016 год провёл в «Волгаре». В феврале 2017 года перешёл в эстонский клуб Мейстрилиги «Нарва-Транс». В дебютном матче против «Пайде» (5:1) заработал удаление. Летом вернулся в Россию, где в конце июля заключил контракт с клубом «Долгопрудный». 2 февраля 2019 перешёл в «Ленинградец».

## Достижения
- Бронзовый призёр 2-й группы Второй лиги: 2021/22